# کرویزبرگ
شهر کرویزبرگ در ایالت تورینگن در کشور آلمان واقع شده است.